# Natação nos Jogos Olímpicos de Verão de 2008 - 200 m borboleta masculino
A competição dos 200m borboleta masculino  nos Jogos Olímpicos de Verão de 2008 aconteceram nos dias 11 e 13 de Agosto no Centro Aquático Nacional de Pequim.

## Medalhistas
| Ouro   | USA Michael Phelps  |
| Prata  | HUN László Cseh     |
| Bronze | JPN Takeshi Matsuda |

## Recordes
Antes desta competição, os recordes mundiais e olímpicos da prova eram os seguintes:
| Tipo | Atleta             | Tempo   | Local     | Data                 | Ref |
| ---- | ------------------ | ------- | --------- | -------------------- | --- |
|      | USA Michael Phelps | 1:52.09 | Melbourne | 28 de março de 2007  | ver |
|      | USA Michael Phelps | 1:54.04 | Atenas    | 17 de agosto de 2004 |     |

## Eliminatórias

### Eliminatória 1
| # | Pista | Name                        | País         | Tempo   | Notas |
| - | ----- | --------------------------- | ------------ | ------- | ----- |
| 1 | 3     | Niksa Roki                  | CRO Croácia  | 1:59.58 |       |
| 2 | 5     | Rehan Jehangir Poncha       | IND Índia    | 2:01.89 |       |
| 3 | 4     | Emmanuel Crescimbeni        | PER Peru     | 2:02.13 |       |
| 4 | 6     | Javier Hernanadez Maradiaga | HON Honduras | 2:02.23 |       |

### Eliminatória 2
| # | Pista | Name                  | País              | Tempo   | Notas |
| - | ----- | --------------------- | ----------------- | ------- | ----- |
| 1 | 5     | James Walsh           | PHI Filipinas     | 1:59.39 | NR    |
| 2 | 1     | Javier Núñez          | ESP Espanha       | 2:00.24 |       |
| 3 | 7     | José Andreas González | ARG Argentina     | 2:00.36 |       |
| 4 | 6     | Jeongnam Yu           | KOR Coreia do Sul | 2:01.00 |       |
| 5 | 8     | Alexis Márquez Rivas  | VEN Venezuela     | 2:01.25 |       |
| 6 | 3     | Douglas Lennox-Silva  | PUR Porto Rico    | 2:01.69 |       |
| 7 | 4     | Vladan Markovic       | SRB Sérvia        | 2:03.12 |       |
| 8 | 2     | Donny Budiarto Utomo  | INA Indonésia     | 2:03.44 |       |

### Eliminatória 3
| # | Pista | Name           | País             | Tempo   | Notas |
| - | ----- | -------------- | ---------------- | ------- | ----- |
| 1 | 2     | Chi-Chieh Hsu  | TPE Taipé Chinês | 1:56.59 | Q     |
| 2 | 6     | Pedro Oliveira | POR Portugal     | 1:57.41 |       |
| 3 | 5     | Simon Sjödin   | SWE Suécia       | 1:57.75 |       |
| 4 | 8     | Alon Mandel    | ISR Israel       | 1:59.27 |       |
| 5 | 3     | Omar Pinzón    | COL Colômbia     | 1:59.47 |       |
| 6 | 4     | Jeremy Knowles | BAH Bahamas      | 2:01.08 |       |
| 7 | 7     | Daniel Bego    | MAS Malásia      | 2:01.28 |       |
| 8 | 1     | Georgi Palazov | BUL Bulgária     | 2:01.84 |       |

### Eliminatória 4
| # | Pista | Name               | País              | Tempo   | Notas |
| - | ----- | ------------------ | ----------------- | ------- | ----- |
| 1 | 2     | László Cseh        | HUN Hungria       | 1:54.48 | Q     |
| 2 | 4     | Paweł Korzeniowski | POL Polônia       | 1:55.21 | Q     |
| 3 | 5     | Moss Burmester     | NZL Nova Zelândia | 1:55.80 | Q     |
| 4 | 6     | Dinko Jukic        | AUT Áustria       | 1:55.96 | Q     |
| 5 | 1     | Ioan Gherghel      | ROU Romênia       | 1:56.09 | Q     |
| 6 | 7     | Niccolo Beni       | ITA Itália        | 1:56.99 |       |
| 7 | 3     | Denys Sylantiev    | UKR Ucrânia       | 1:57.02 |       |
| 8 | 8     | Adam Sioui         | CAN Canadá        | 1:57.45 |       |

### Eliminatória 5
| # | Pista | Name                      | País               | Tempo   | Notas |
| - | ----- | ------------------------- | ------------------ | ------- | ----- |
| 1 | 5     | Peng Wu                   | CHN China          | 1:55.39 | Q     |
| 2 | 4     | Gil Stovall               | USA Estados Unidos | 1:55.42 | Q     |
| 3 | 7     | Michael Rock              | GBR Grã-Bretanha   | 1:55.55 | Q     |
| 4 | 3     | Ryuichi Shibata           | JPN Japão          | 1:55.82 | Q     |
| 5 | 6     | Yin Chen                  | CHN China          | 1:56.55 | Q     |
| 6 | 2     | Christophe Lebon          | FRA França         | 1:56.63 |       |
| 7 | 1     | Tamas Kerekjarto          | HUN Hungria        | 1:57.29 |       |
| 8 | 8     | Iasonas Romanos Alyfantis | GRE Grécia         | 1:57.99 |       |

### Eliminatória 6
| # | Pista | Name              | País               | Tempo   | Notas |
| - | ----- | ----------------- | ------------------ | ------- | ----- |
| 1 | 4     | Michael Phelps    | USA Estados Unidos | 1:53.70 | Q, OR |
| 2 | 3     | Kaio Almeida      | BRA Brasil         | 1:54.65 | Q     |
| 3 | 6     | Takeshi Matsuda   | JPN Japão          | 1:55.06 | Q     |
| 4 | 5     | Nikolay Skvortsov | RUS Rússia         | 1:55.33 | Q     |
| 5 | 1     | Sergii Advena     | UKR Ucrânia        | 1:56.24 | Q     |
| 6 | 2     | Travis Nederpelt  | AUS Austrália      | 1:56.64 |       |
| 7 | 7     | Mathieu Fonteyn   | BEL Bélgica        | 1:56.65 |       |
| 8 | 8     | Juan José Veloz   | MEX México         | 1:57.32 |       |

## Semifinais

### Semifinal 1
| #  | Pista | Name              | País               | Tempo   | Notas |
| -- | ----- | ----------------- | ------------------ | ------- | ----- |
| 2  | 5     | Takeshi Matsuda   | JPN Japão          | 1:54.02 | Q     |
| 3  | 3     | Nikolay Skvortsov | RUS Rússia         | 1:54.31 | Q     |
| 4  | 4     | Laszlo Cseh       | HUN Hungria        | 1:54.35 | Q     |
| 7  | 2     | Moss Burmester    | NZL Nova Zelândia  | 1:55.26 | Q     |
| 9  | 6     | Gil Stovall       | USA Estados Unidos | 1:55.36 |       |
| 10 | 7     | Dinko Jukic       | AUT Áustria        | 1:55.65 |       |
| 15 | 1     | Sergii Advena     | UKR Ucrânia        | 1:56.64 |       |
| 16 | 8     | Chi-Chieh Hsu     | TPE Taipé Chinês   | 1:57.48 |       |

### Semifinal 2
| #  | Pista | Name                   | País               | Tempo   | Notas |
| -- | ----- | ---------------------- | ------------------ | ------- | ----- |
| 1  | 4     | Michael Phelps         | USA Estados Unidos | 1:53.70 | Q, OR |
| 5  | 6     | Peng Wu                | CHN China          | 1:54.93 | Q     |
| 6  | 5     | Kaio Márcio de Almeida | BRA Brasil         | 1:55.21 | Q     |
| 8  | 3     | Paweł Korzeniowski     | POL Polônia        | 1:55.35 | Q     |
| 11 | 8     | Yin Chen               | CHN China          | 1:55.88 |       |
| 12 | 2     | Michael Rock           | GBR Grã-Bretanha   | 1:55.90 |       |
| 13 | 7     | Ryuichi Shibata        | JPN Japão          | 1:56.17 |       |
| 14 | 1     | Ioan Gherghel          | ROU Romênia        | 1:56.57 |       |

## Final
| # | Pista | Name                   | País               | Tempo   | Notas |
| - | ----- | ---------------------- | ------------------ | ------- | ----- |
| 1 | 4     | Michael Phelps         | USA Estados Unidos | 1:52.03 | WR    |
| 2 | 6     | László Cseh            | HUN Hungria        | 1:52.70 | ER    |
| 3 | 5     | Takeshi Matsuda        | JPN Japão          | 1:52.97 | AR    |
| 4 | 1     | Moss Burmester         | NZL Nova Zelândia  | 1:54.35 | CR    |
| 5 | 2     | Peng Wu                | CHN China          | 1:54.35 |       |
| 6 | 8     | Paweł Korzeniowski     | POL Polônia        | 1:54.60 |       |
| 7 | 7     | Kaio Márcio de Almeida | BRA Brasil         | 1:54.71 |       |
| 8 | 3     | Nikolay Skvortsov      | RUS Rússia         | 1:55.14 |       |

Legenda
| Recorde mundial      | Recorde mundial (World record)               |                       | Recorde africano                      | Recorde africano (African) |                                           | Q | Classificado por posição (Qualified) |
| Recorde olímpico     | Recorde olímpico (Olympic record)            | Recorde da América    | Recorde da América (Americas)         | q                          | Classificado por melhor tempo (Qualified) |   |                                      |
| Melhor marca do ano  | Melhor marca do ano (World leading)          | Recorde asiático      | Recorde asiático (Asian)              | DNS                        | Não largou (Did not start)                |   |                                      |
| Recorde nacional     | Recorde nacional (National record)           | Recorde europeu       | Recorde europeu (European)            | DNF                        | Não terminou (Did not finish)             |   |                                      |
| Recorde pessoal      | Recorde pessoal do atleta (Personal best)    | Recorde da Oceania    | Recorde da Oceania (Oceania)          | DSQ / DQ                   | Desclassificado (Disqualified)            |   |                                      |
| Recorde da temporada | Recorde da temporada do atleta (Season best) | Recorde sul-americano | Recorde sul-americano (South America) | NM                         | Sem marca (No mark)                       |   |                                      |